# ASPTT Nantes football
L'ASPTT Nantes football est un club français de football qui évoluait en 2011-2012 en Promotion d'Honneur (D9) de la Ligue atlantique de football. Le club est rattaché à l'ASPTT Nantes, sa maison mère.
En juin 2012, il est mis en sommeil, faute de licenciés et de dirigeants en nombre suffisant.
La section démarre à nouveau en septembre 2014, avec 2 équipes seniors en D1 et D4 et une école de football.
Le club a passé trois saisons en 4e division : de 1979 à 1981 puis de 1987 à 1988.

## Palmarès
- Champion de DH Atlantique : 1979, 1987
- Vainqueur de la Coupe d'Atlantique : 1982
- Challenge José-Arribas : 1984
- Coupe de France des ASPTT : 1981 et  1993
- Jeux nationaux des ASPTT : 1999

## Joueurs passés par le club
- Laurent Viaud
- Benoît Cauet
- Nicolas Gillet
- Guy Roland Ndy Assembe
- Julien Manac'h
- Michel Martin
- 🇫🇷Stéphane Moulin